# Вісенте Яньєс Пінсон
Вісенте Яньєс Пінсон (ісп. Vicente Yáñez Pinzón, МФА: [biˈθente ˈʝaɲeθ pinˈθon]; бл. 1462 — після 1514) — іспанський мореплавець і дослідник, наймолодший із трьох братів Пінсон. Разом зі своїм старшим братом, капітаном каравели «Pinta» Мартіном Алонсо Пінсоном (бл. 1441 — бл. 1493), Вісенте брав участь у першій подорожі Христофора Колумба в Новий Світ у 1492 році як капітан каравели «Niña». В 1499—1500 роках під час самостійно організованого плавання в Новий світ відкрив узбережжя Бразилії і гирло річки Амазонка.

## Особисте життя
Пінсон народився в Палос-де-ла-Фронтера на атлантичному узбережжі Уельви, був молодшим із трьох видатних синів моряка Мартіна Пінсона та його дружини, Майї Вісенте. Точний рік його народження невідомий і зазвичай вказується як біля 1462 року.  Хуан Гіл робить висновок з юридичних документів, що оскільки його двом дочкам було більше 20 років у 1509 році, Вісенте мав народитись не пізніше 1469 року. Інші дослідники вважають 469 рік надто пізньою датою для його народження, оскільки згідно збережиних записів, вже між 1477 і 1479 він разом зі своїм старшим братом Мартіном Алонсо працював корсаром або капером у Середземномор'ї, коли інші міста не змогли забезпечити Палос достатньою поставкою зерна під час війни.
Він одружувався двічі: спочатку на Терезі Родрігес, від якої мав двох доньок, Ану Родрігес Пінсон і Хуану Гонсалес Пінсон, в вдруге, ймовірно в 1509 році, на Ані де Трухільо, яку деякі збережені документи називають «Ана Нуньєс де Трухільо».
Здається, що він мешкав у Палосі принаймні до часу першої подорожі Колумба (1492), а надалі до 1495 року він жив у сусідньому Могері. Після економічного провалу його експедиції в Америку 1499—1500 років він, здається, не пізніше 1502 р. перебрався до Севільї. Можливо, він переїхав туди, щоб уникнути переслідування кредиторів.
Остання письмова згадка про Вісенте датується 1514 роком у Севільї чи Тріані. За словами літописця Гонсало Фернандеса де Ов'єдо-і-Вальдеса, він помер того року, ймовірно, наприкінці вересня. Точно невідомо, де він похований, хоча Ов'єдо висловив упевненість, що це на кладовищі Тріана.

## Кар'єра
Першими задокументованими новинами про Вісенте Пінсона є кілька скарг на те, що між 1477 і 1479 роками в під час Війни за Кастильску спадщину з Португалією, в якій Палос брав активну участь і яка загострила його звичний дефіцит пшениці, Вісенте зі своїм старшим братом Мартіном брав участь у нападах на каталонські та арагонські кораблі, Під час війни Палос страждав від голоду, оскільки королівські накази про постачання зерна в місто не були виконані. Пінсони взяли на себе роль природних лідерів регіону і почали зі своєї ініціативи захоплювати іспанські кораблі з продовольством, переважно з пшеницею, які проходили неподалік міста, при цьому в цей час Вісентне мало бути десь біля п'ятнадцяти років.

### Капітан каравелиNiña

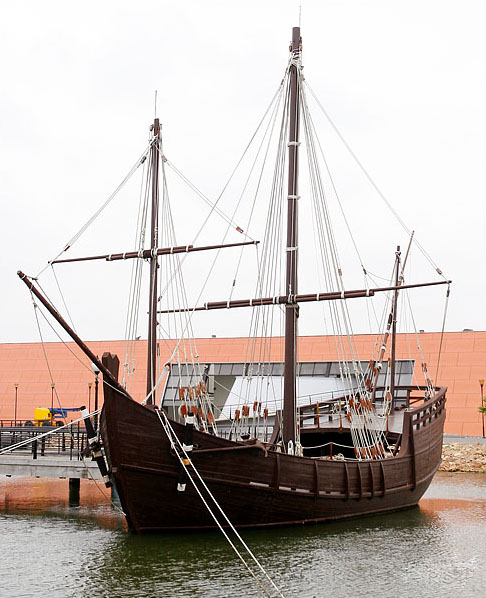
Репліка каравели La Niña. «Пристань каравел», Палос-де-ла-Фронтера, Іспанія.

Вісенте Яньєс був першим, хто в 1492 році прийняв запрошення приєднатись до свого брата, коли Мартін Алонсо вирішив взяти участь в першому плаванні Христофора Колумба. Разом з братом, вони відвідували своїх родичів, друзів і знайомих, йдучи від домівки до домівки і запрошуючи приєднатись до експедиції найвидатніших мореплавців цього краю. Пінсони відмовилися від кораблів, запропонованих Колумбом і винайняли більш придатні на їх думку кораблі, а також внесли для фінансування експедиції півмільйона мараведі з власних коштів.
Під першого плавання до Америки Вісенте був капітаном одного з трьох кораблів флотилії Колумба — каравели «La Niña». Його роль у плаванні була дуже важливою, оскільки саме він заохочував продовжувати експедицію, коли навіть сам Колумб хотів повернутися. Він допоміг придушив протести моряків корабля Колумба «Санта-Марія», а після того, як «Санта-Марія» затонула у кораблетрощі, врятував її екіпаж і на власному кораблі повернув «Адмірала» до Іспанії.

### Участь у війні в Італії (1495—1496)
У 1495 році Пінсон підготував дві каравели, «Вісенте Яньєс» і «Фрайла», для участі в армаді, яку Алонсо де Агілар збирався очолити проти Північної Африки, але в 1496 році, під час Першої італійської війни (1494—1496) війни розпочалась облога Неаполя і вони попрямували до узбережжя Італії. З Італії Пінсон повернувся лише в 1498 році, пройшовши вздовж узбережжя Алжиру та Тунісу.

### Відкриття Бразилії (1499—1500)
Після конфлікту з Колумбом, Кастильська корона дозволила окремим особам на власний ризик здійснювати самостійні подорожі і відкриття нових земель. Пінсон отримав в Севільї капітуляції від всемогутнього єпископа Хуана Родрігеса де Фонсеки, що представляв католицьких королів Кастилії та Арагону на відкриття в Новому світі. 19 листопада 1499 року Яньєс залишив Палос із чотирма невеликими каравелами підготовленими за власний кошт. Його супроводжувала велика кількість родичів і друзів, серед яких були державний нотаріус Гарсі Фернандес, відомий фізик із Палоса, який підтримував Колумба, коли ніхто інший не робив цього, його племінники та капітани Аріас Перес і Дієго Ернандес Кольменеро, старший син і зятем, відповідно, Мартіна Алонсо, його дядька Дієго Мартіна Пінсона з двоюрідними братами Хуаном, Франциско та Бартоломе, відомі шкіпери Хуан Кінтеро Прінсіпе, Хуан де Умбріа, Алонсо Нуньєс та Хуана де Херес, а також моряки Крістобаль де Вега, Гарсія Алонсо, Дієго де Альфаро, Родріго Альварес, Дієго Прієто, Антон Фернандес Кольменеро, Хуан Кальво, Хуан де Паленсія, Мануель Вальдобінос, Педро Рамірес, Гарсія Ернандес і, звичайно, його брат Франсіско Мартін Пінсон.

Звіти про цю подорож міститься в кількох літописах. З них «Десятиліття Нового світу», написані в 1501 році міланцем Педро Мартіром де Англерією, є найближчими за часом і засновані на повідомленнях очевидців, включаючи самого Вісенте Яньєса, але, перш за все, Дієго де Лепе, капітана з Палермо, який самостійно повторив подорож Пінсона, залишивши Палос через півтора або два місяці пізніше за нього і наздігнав флотилію вже біля узбережжя Південної Америки. Версія Гонсало Фернандеса де Ов'єдо в його «Загальній і природничій історії Індії» також досить цікава, оскільки він «знав і лікував» Пінсона, який надав йому багато даних, які він розповідає. Що стосується відповідних хронік Бартоломе де лас Касаса та Антоніо де Еррери, то Хроніки лас Касаса базуються на звіті Англерії, а Еррери — на Домініканській.

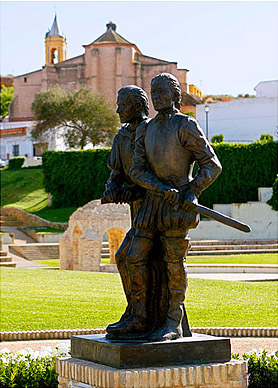
Статуя братів Пінсон у Палос-де-ла-Фронтера.

Шторм збив його з курсу і зрештою Пінсон висадився на березі під назвою Прайя-ду-Параїсо в сучасному Кабо-де-Санту-Агостіньо штату Пернамбуку в Бразилії або далі на північний захід, у сучасній Форталезі (столиця бразильського штату Сеара). Пінсон назвав це місце «Кабо де Санта-Марія де ла Консоласьйон», але відповідно до Тордесільяського договору (1494), Кастилія не могла претендувати на ці території, оскільки вона знаходилась східніше лінії Тордесільяського договорута і належали Португалії. Він також побачив річку Амазонку і піднявся до точки приблизно за п'ятдесят миль від моря. Він назвав її «Ріо-Санта-Марія-де-ла-Мар-Дульсе» («Річка Святої Марії Прісноводного моря») через велике прісноводне гирло річки, і таким чином він став першим європейським мореплацем, який дослідив гирло річки Амазонка. Пінсон також вважається першовідкривачем річки Ояпоке.

### Подальша кар'єра
У 1505 році Пінсон був призначений головнокомандуючим і корегідором міста Пуерто-Рико (сучасний Сан-Хуан). Це мало стати першим кроком у колонізації острова, який його жителі називають «Борінкен», а іспанці — «Сан-Хуан Баутіста» (сучасний Пуерто-Рико). Однак Пінсон не виконав цього доручення. У 1508 році він подорожував з Хуаном Діасом де Солісом до Південної Америки.
Після 1514 року про Пінсона не зберіглось жодних записів.

## Увічнення пам'яті
У 1832 році ботаніки Март. & Zucc. на честь Вісенте Яньєса Пінсона дали назву Pinzona роду покритонасінних рослин, що належить до родини Диленієвих.
19 листопада 1999 року пам'ятник Вісенте Пінсону та його брату Мартіну було відкрито на їх батьківщині, в місті Палос-де-ла-Фронтера (Іспанія). Пам'ятник було встановлено з нагоди п'ятсотріччя відкриття Бразилії та встановлення побратимства з містом Кабо-де-Санту-Агостіньо (Бразилія). 